# See You Tonight
See You Tonight è il terzo album in studio del cantante statunitense Scotty McCreery, pubblicato nel 2013.

## Tracce
1. Now – 3:27 (Scotty McCreery, busbee, Frank Rogers)
2. See You Tonight – 3:46 (McCreery, Ashley Gorley, Zach Crowell)
3. Get Gone with You – 3:16 (Ross Copperman, Lynn Hutton, Tammi Kidd Hutton)
4. Feelin' It – 3:18 (Rogers, Matthew West)
5. Feel Good Summer Song – 4:07 (J.T. Harding, Shane McAnally, Josh Osborne)
6. Buzzin' – 3:47 (busbee, Rogers)
7. Can You Feel It – 3:18 (McCreery, Gorley, Crowell)
8. The Dash – 3:45 (Kyle Jacobs, Preston Brust)
9. Blue Jean Baby – 2:58 (Matt Ramsey, Trevor Rosen, Matt Jenkins)
10. Forget to Forget You – 3:58 (Casey Beathard, Michael Dulaney)
11. I Don't Wanna Be Your Friend – 3:13 (McCreery, Rogers, David Fanning)
12. Carolina Moon (featuring Alison Krauss) – 4:57 (Jon Randall, Ronnie Stewart)
13. Something More – 3:29 (McCreery, Rogers)

Tracce aggiuntive edizione deluxe
1. Roll Your Window Down – 3:01 (Ben Hayslip, Rhett Akins, Dallas Davidson)
2. Before Midnight – 3:22 (McCreery, Jon Nite, Jimmy Robbins)
3. Carolina Eyes – 3:54 (Cole Swindell, Adam Sanders, Aaron Goodvin)

## Classifiche
| Classifica (2013) | Posizione raggiunta |
| ----------------- | ------------------- |
| Stati Uniti       | 6                   |